# A Grand Budapest Hotel
A Grand Budapest Hotel (eredeti cím: The Grand Budapest Hotel) 2014-ben bemutatott amerikai–német vígjáték. Rendezte Wes Anderson, aki egyben a forgatókönyvet is jegyzi, mely Stefan Zweig írásai alapján készült.
Premierje 2014. február 6-án volt a Berlini Nemzetközi Filmfesztiválon.

## Cselekménye
A világháborúk korában az egyik legnépszerűbb szállónak számított a Grand Budapest Hotel. A nem éppen nyugodt mederben folyó élet a szálloda falain belül csak még jobban a tetőfokára hág, amikor Monsieur Gustave-ra, a főportásra egy titokzatos festményt (van Hoytl: Fiú almával) hagy rá az egyik ismerőse, aki többször is megszállt már a hotelben. Mindenki értetlenül áll a dolgok mögött, és minden egyes ember azon van, hogy megakadályozza Monsieur Gustave-ot a festménye megszerzésében.
Wes Anderson szokás szerint parádés szereposztást vonultat fel filmjében, és a tőle megszokott különleges képi világ is megtalálható A Grand Budapest Hotelben.

## Szereplők
| Színész           | Szerep                                  | Magyar hang       |
| ----------------- | --------------------------------------- | ----------------- |
| Ralph Fiennes     | Monsieur Gustave H.                     | Csankó Zoltán     |
| Tony Revolori     | a fiatal Zero Moustafa                  | Hamvas Dániel     |
| F. Murray Abraham | az idős Zero Moustafa                   | Barbinek Péter    |
| Adrien Brody      | Dmitri Desgoffe-und-Taxis               | Dolmány Attila    |
| Willem Dafoe      | J.G. Jopling bérgyilkos                 | Sörös Sándor      |
| Saoirse Ronan     | Agatha, a fiatal Zero Moustafa szerelme | Vági Viktória     |
| Tilda Swinton     | Madame D.                               | Fabó Györgyi      |
| Edward Norton     | Henckels felügyelő                      | Kaszás Gergő      |
| Mathieu Amalric   | Serge X.                                | Albert Gábor      |
| Jeff Goldblum     | Vilmos Kovacs ügyvéd                    | Jakab Csaba       |
| Harvey Keitel     | Ludwig                                  | Szersén Gyula     |
| Tom Wilkinson     | A szerző, mint öregember                | Forgács Gábor     |
| Jude Law          | A szerző, mint fiatalember (1968)       | Nagy Ervin        |
| Bill Murray       | Monsieur Ivan                           | Harsányi Gábor    |
| Jason Schwartzman | Monsieur Jean                           | Karácsonyi Zoltán |
| Owen Wilson       | Monsieur Chuck                          | Széles László     |
| Léa Seydoux       | Clotilde, Schloss Lutz szobalány        |                   |
| Larry Pine        | Mr. Mosher                              | Kajtár Róbert     |
| Bob Balaban       | M. Martin                               |                   |

## Díjak és jelentősebb jelölések
Golden Globe-díj
- díj: legjobb vígjáték vagy zenés film
- jelölés: legjobb színész – vígjáték vagy musical (Ralph Fiennes)
- jelölés: legjobb rendező (Wes Anderson)
- jelölés: legjobb forgatókönyv (Wes Anderson)

César-díj
- jelölés: legjobb külföldi film

Oscar-díj
- díj: legjobb díszlet (Anna Pinnock)
- díj: legjobb jelmez (Milena Canonero)
- díj: legjobb smink
- díj: legjobb eredeti zene (Alexandre Desplat)
- jelölés: legjobb film
- jelölés: legjobb rendező (Wes Anderson)
- jelölés: legjobb eredeti forgatókönyv (Wes Anderson, Hugo Guinness)
- jelölés: legjobb fényképezés (Robert D. Yeoman)
- jelölés: legjobb vágás (Barney Pilling)

## Kritikai visszhang
A kritikusok nagy mértékben méltatták Anderson filmjét, a Rotten Tomatoes kritikai oldalon 92%-os értékelésen áll 258 újságíró véleménye alapján, 8,4/10-es átlagos értékeléssel. Peter Howell, a Toronto Star írója egy óriási, gondosan kidolgozott süteményhez hasonlította A Grand Budapest Hotelt, és hozzátette: mennyire finom is ez a sütemény!
Sok helyen méltatták Ralph Fiennes színészi játékát és azt a különleges világot, amit Wes Anderson teremtett meg.

## Érdekesség
- A filmnek a szálloda nevén kívül semmi köze Budapesthez.
- A történet a Szudétákban található, képzeletbeli Zubrowka országban zajlik, melyet a lengyel Żubrówka vodka után nevezett el a rendező.
- A történetben minden valóságos, de egy nem létező országban játszódik.